# Cathédrale Saint-Brendan de Loughrea
Cette  cathédrale n’est pas la seule cathédrale Saint-Brendan.
La cathédrale Saint-Brendan est la cathédrale du diocèse catholique romain de Clonfert. Elle est située à Loughrea dans le comté de Galway en Irlande.

## Présentation
Bien que conçu dans un style néo-gothique, elle abrite sans doute la plus vaste collection d'arts  d'artisanat et d'artefacts de la renaissance celtique d'Irlande. Sa caractéristique la plus remarquable est la vaste collection de vitraux du studio An Túr Gloine de Dublin. Il y a également vingt-quatre bannières brodées, représentant principalement des saints irlandais ainsi que des vêtements de la Dun Emer Guild. Les sculpteurs représentés sont John Hughes, Michael Shortall, et l'architecte William Alphonsus Scott collabora également à la conception des ferronnerie et des boiseries.
La première pierre est posée le 10 octobre 1897 et la structure est achevée en 1902 ; la plupart des éléments intérieurs datent de la première décennie du XXe siècle, à l'exception des vitraux qui ont continué à être commandés jusqu'aux années 1950.

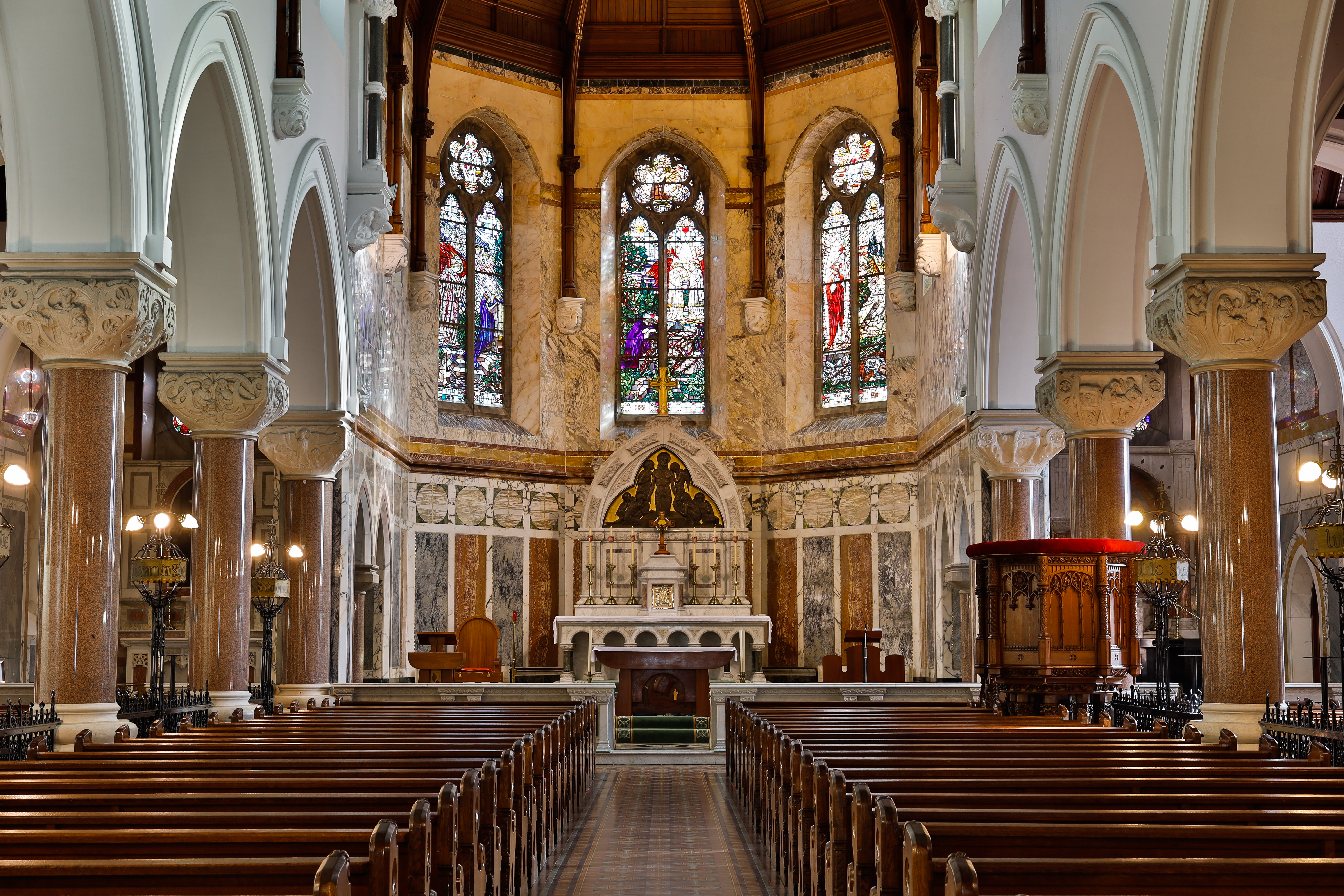
La nef vers le chœur.
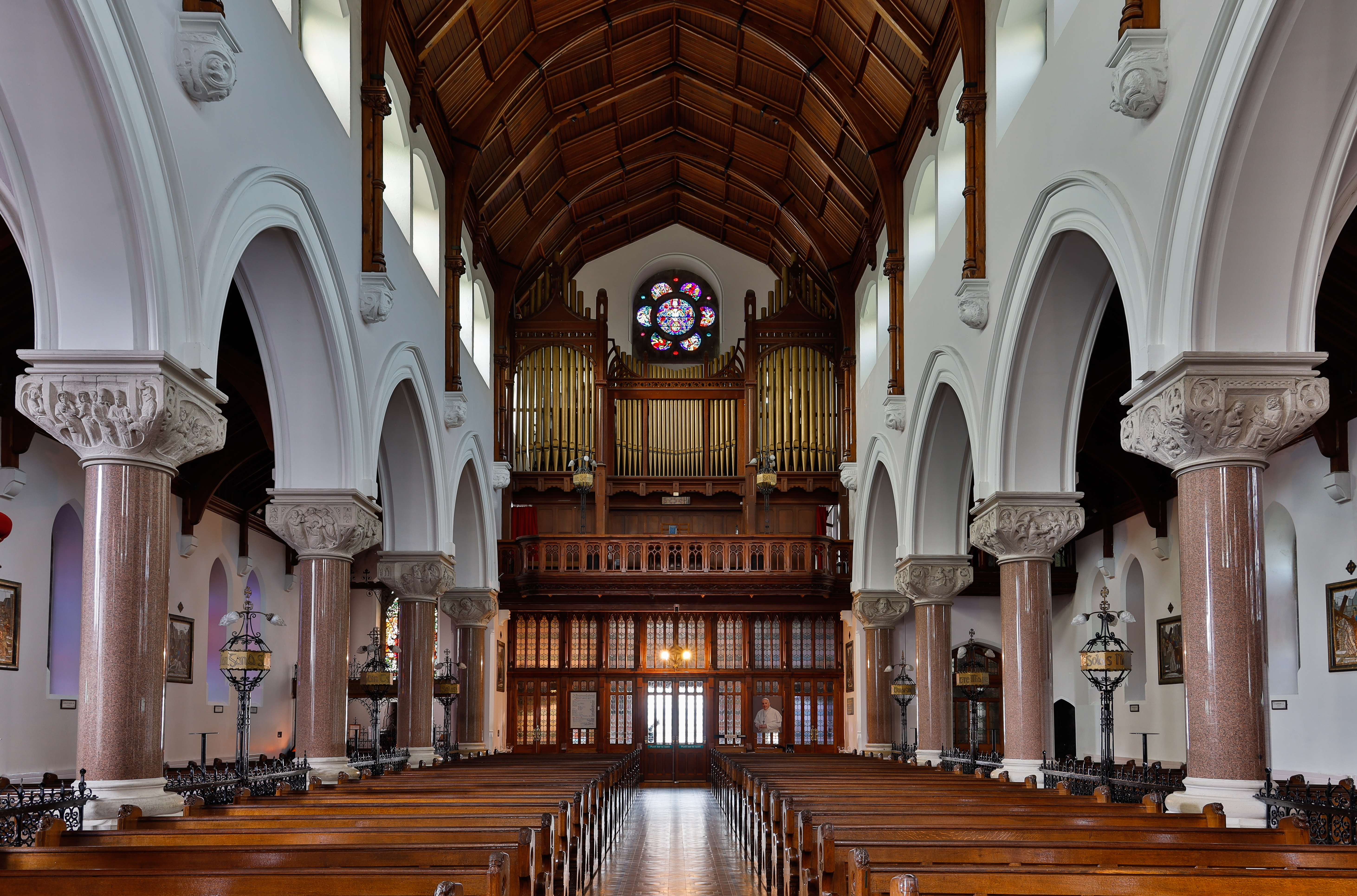
La nef vers l'entrée et l'orgue.